# بونیتو دو میناس
بونیتو دو میناس (به پرتغالی: Bonito de Minas) یک شهرداری در برزیل است که در میناز ژرایس واقع شده‌است. بونیتو دو میناس ۳٬۹۰۴٫۹۱۱ کیلومتر مربع مساحت و ۱۱٬۳۶۹ نفر جمعیت دارد و ۶۰۰ متر بالاتر از سطح دریا واقع شده‌است.